# NGC 2272
NGC 2272 (другие обозначения — ESO 490-33, MCG -5-16-17, PGC 19466) — галактика в созвездии Большой Пёс.
Этот объект входит в число перечисленных в оригинальной редакции «Нового общего каталога».
В галактике вспыхнула сверхновая SN 2012hn типа I-p, её пиковая видимая звездная величина составила 16,5.